# Erna Verlinden
Erna Verlinden (Niel, 1953) és una artista i acadèmica flamenca, que treballa en la disciplina de les arts visuals, dibuix, escultura i ceràmica, especialment la porcellana. En el seu treball investiga els efectes espacials de la porcellana a través de combinacions de superfícies.
Ha ensenyat a la Royal Academy of Fine Arts d'Anvers. Va tenir una obra exposada al Jardí d'Escultures annex a la Fundació Miró de Barcelona, titulada Vol 169, retirada el 2002 degut al seu deteriorament irreversible. També va exposar a l'Espai 10 el 1987, amb una intervenció que naixia d'una sèrie de cercles —un obert, un altre delimitat per catorze segments, i un altre per trenta-una canyes— i de la peça Passant l'Espai 10, que materialitzava la línia divisòria imaginària de l'espai.